# Nome d'Andjety

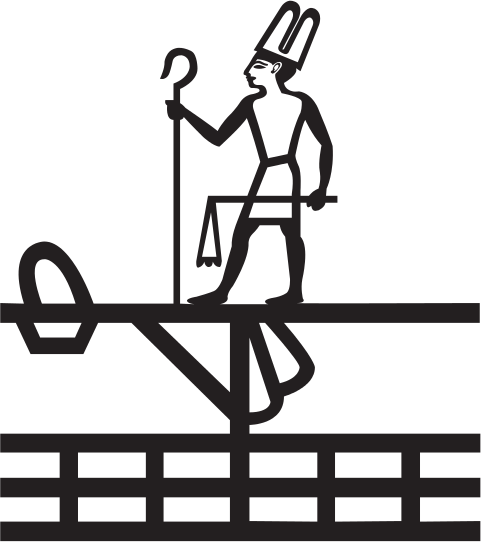
Hiéroglyphe symbole du Nome.

Le nome d'Andjety (ˁnḏtj) est l'un des 42 nomes (division administrative) de l'Égypte antique. C'est l'un des vingt nomes de la Basse-Égypte et il porte le numéro neuf.

## Géographie
Ce nome faisait peut-être environ cent trente-sept kilomètres de long selon la liste des nomes de Sésostris Ier. Le nome était situé entre les nomes inférieur et supérieur de Neith à l'ouest, le nome du Veau divin au nord, le nome de l'Ibis au nord-est, le nome du Taureau recensé à l'est et le nome du Taureau noir sud-est.

## Histoire
L'histoire du nome est peu connu car il est pauvre en restes archéologiques. Cependant, dans la dernière phase de la Troisième Période intermédiaire, le nome prit une certaine importance. Lors de la campagne de Piânkhy, le nome, dirigé par un « chef de Mâ » nommé Sheshonq A, rejoignit la coalition de Tefnakht en lutte contre le Koushite. Après la défaite de la coalition, Piânkhy reçut la soumission de plusieurs coalisés, dont le nouveau « chef de Mâ » de Bousiris Pmouï A, fils de Sheshonq A probablement décédé à un moment donné lors de la guerre. Ce dernier fut suivi de son fils Sheshonq B, encore en place lors de l'attaque d'Assarhaddon en -671 contre les forces koushites de Taharqa. Avant la fin du règne de Taharqa, Pmouï B succèda à son père Sheshonq B.

## Divinités locales

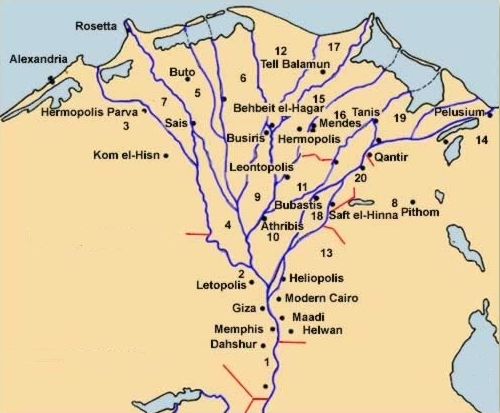
Les nomes de Basse-Égypte

À l'origine, la principale divinité de Bousiris était le dieu Andjéty. Ce dieu fut par la suite, au cours de l'Ancien Empire, absorbé par Osiris, Bousiris formant alors l'un des principaux centres religieux de ce dieu.

## Lieux principaux
Il est à noter que les frontières du nome ont changé avec le temps, les villes citées ci-dessous ont été identifiées comme faisant partie du nome dans ses frontières ptolémaïques.
- Bousiris